# 今夜、勝手に抱きしめてもいいですか?
『今夜、勝手に抱きしめてもいいですか？』（こんや かってにだきしめてもいいですか）は、蒼井ブルー原作、三津留ゆう著作による日本の恋愛小説。単行本は2017年3月14日にKADOKAWAから発売された。
エッセイ『僕の隣で勝手に幸せになってください』（2015年）などの著作がある写真家でライターの蒼井ブルーの、ツイッター上のつぶやきを原作とした、5組のカップルの恋愛模様を描いた小説である。2018年に矢作穂香主演の連続ドラマとして、実写化された。

## あらすじ
第1話 ショコラ・アイス
出版社に勤める亜弓は、男性誌部門を経て、念願の文芸部門の編集者として忙しくしている。亜弓は偶然出会った女性誌部門の男性編集者、4つ年下の中島がかつての自分と同じ悩みを持っていることを知る。中島は亜弓に悩みを聞いてくれたことを感謝し、それから仕事の相談相手として連絡を取り合うようになる。
第2話 シルバー・リング
真帆と大地は、大学1年生のときに交際を始めて7年目になる。商社勤めの大地が春から長野に転勤となり、ふたりは遠距離恋愛になった。真帆は気丈に振る舞うが、大地からの連絡は次第に少なくなってきている。
第3話 ベイビー・ピンク
女子大生の莉子は、隣の家に住む6つ年上の幼なじみの柊二にずっと憧れて、猛勉強をして柊二と同じ大学に入学した。就職活動の時期にさしかかり、莉子はウェディングプランナーの仕事に興味を抱く。莉子は柊二にとって自分はただの幼なじみでしかないと言うが、莉子の同級生の新は柊二を恋敵だと思っている。新は柊二が勤める商社にOB訪問の名目で会いに行き、自分の方が莉子のことが好きだと宣言する。この出来事があってから柊二の莉子に対する態度が変わり、隣同士ながら会うことも減っていく。
第4話 スターダスト・イエロー
大学生の悠介は、新歓コンパでの奈々からの誘いを断れず、興味の無い天文サークルに入った。3年生になった今はここでの時間は楽しかったと思う。悠介はそれからずっと奈々に釣り合う男になりたいと努力をしてきたが、元の優柔不断な性格からか何事も中途半端なままである。サークルの飲み会で、悠介は奈々が泣いているのを見てしまう。ふたりは店を抜け出し、悠介は奈々が失恋した話を聞く。
第5話 サムシング・ブルー
結婚情報誌の編集部に配属されたあきらは、多忙な日々から恋よりも仕事を選んで失恋した。それから幸せな結婚の情報はただの取材の対象でしかないと割り切っている。あきらはカメラマンの片桐の軽薄な態度にいらつくことがあったが、仕事を重ねていくうちに片桐が周囲から信頼されている存在であることを知り、片桐の仕事に対する真摯な話を聞き、印象も変わっていく。
第3話と第4話は同じ大学内の物語で、悠介と新は友人である。そして第5話の終章で、結婚式を挙げるカップル、その式を担当するウェディングプランナー、これを取材する女性誌と取材スタッフ、という形で5つの物語がつながる。

## ドラマ
2018年にインターネット配信、地上波放送、専門チャンネルで公開された。全12話。
原作は5つの話の中のひとつ「ベイビー・ピンク」であるが、設定から相違点も多く、小説とは異なるストーリーとなっている。ドラマはシェアオフィスとシェアハウスを舞台としたラブコメディで、矢作穂香は4年ぶりの連続ドラマ主演となる。その他の主要キャストは水野勝、中尾暢樹、加村真美、入山法子らが演じる。
企画・プロデュースはKADOKAWAとひかりTV、制作プロダクションはオフィスクレッシェンド。製作委員会はKADOKAWA・ひかりTV・松竹ブロードキャスティング・関西テレビ放送・テレビ神奈川から成る。2018年9月29日にdTVチャンネルとひかりTVとで配信を開始。10月2日から12月18日の間に関西テレビとテレビ神奈川で放送され、12月から2019年1月の間にホームドラマチャンネルで放送された。日本国外向けにWAKUWAKU JAPANで放送され、中国と韓国では各国のサイトで配信がおこなわれた。

### あらすじ（ドラマ）
佐伯莉子は長野から東京の大学に進学し、友人でサークル仲間でもある雨宮佳乃とルームシェアをしている。同じくサークル仲間の進藤新は2人と親しく、部屋に気軽に出入りする仲である。しかし新は莉子のことが好きで、新のことを好きな佳乃はそれに気付いている。莉子は初恋の相手である幼なじみの市原柊二のことが忘れられないでいる。
アルバイト先の先輩に告白され付き合い出したがすぐに振ってしまった莉子は気まずさからアルバイトを辞めてしまい、新は自分のアルバイト先であるシティコンサルタントの会社を紹介する。新しいアルバイト先で、莉子はカメラマンになった柊二と再会する。しかし柊二はまるで他人のような冷たい態度をとる。莉子の熱意で柊二も次第に昔のような顔を見せるようにはなるが、告白をした莉子は振られてしまう。そして新は莉子に、佳乃は新に告白し、皆が振り振られたが、それまで通りの友達でいようとする。柊二は広告カメラマンとして評価を上げ、仕事を増やつつある。柊二のエージェントであり柊二を好きな翠子は、莉子に「彼の邪魔をしないで」と、柊二に近寄らないよう牽制する。
莉子はアルバイト先の社長の結婚パーティーを手伝ったことからウェディング業界に興味を持つ。新は柊二が莉子を好きだと察し、柊二を問い詰めるとそれを認めた。しかし翠子の策略で柊二は翠子と結婚する話が進んでいく。

### キャスト
佐伯莉子〈20〉
演 - 矢作穂香
柊二と同じ大学に入学した、東京で暮らす女子大生。
市原柊二〈26〉
演 -  水野勝
カメラマン。莉子の家の隣に住む幼なじみで初恋の相手。8年ぶりにアメリカから帰国。
進藤新〈20〉
演 - 中尾暢樹
莉子の大学のサークル仲間。
雨宮佳乃〈21〉
演 - 加村真美
莉子とルームシェアをしている友人で大学のサークル仲間。保育士を目指している。
スズキ
演 - 渡辺佑太朗
莉子のアルバイト先の先輩。莉子に振られたことからストーカーと化す。
二宮
演 - 竹森千人
新がアルバイトをする会社の社長。
花屋の店員
演 - 尾崎由香（第10話）
翠子の父
演 - 団時朗
深井翠子〈32〉
演 - 入山法子
柊二のエージェント。新のアルバイト先のシェアオフィスで働く。
大手フーズ 担当者
演 - 小山田織音（第9話）
翠子知り合い。莉子にアルバイト先の社長の結婚パーティのプランを提示する。

### スタッフ
- 原作 - 蒼井ブルー
- 企画・プロデュース - ひかりTV、KADOKAWA
- 製作 - 堀内大示、小林智、井田寛、岡田美穂、壺阪敏秀
- 企画 - 栗橋三木也、佐藤久道、松倉浩二、小寺健太、近藤和之
- 監督 - 二宮崇、瀧悠輔
- 脚本 - 遠山絵梨香、阿部沙耶佳
- 主題歌 - COLOR CREATION「Blue Star」（ワーナーミュージック・ジャパン）[6]
- エンディングテーマ - 尾崎由香「オトシモノ」（ワーナーミュージック・ジャパン）[7]
- 撮影協力 - 明星大学 他
- チーフプロデューサー - 木之内安代、高橋亮、中沢晋
- プロデューサー - 大杉真美、三露理美、鵜澤由紀、佐藤貴亮、漆間宏一
- 制作プロダクション - オフィスクレッシェンド
- 製作著作 - 「今夜、勝手に抱きしめてもいいですか？」製作委員会（KADOKAWA、ひかりTV、松竹ブロードキャスティング、関西テレビ放送、テレビ神奈川）

### 放送・配信

#### 放送・ストリーミング配信
| 放送期間                 | 放送時間                        | 放送局                 | 系列               | 対象地域   | 備考              |
| ------------------------ | ------------------------------- | ---------------------- | ------------------ | ---------- | ----------------- |
| 2018年9月29日 - 12月15日 | 土曜 21:30 - （各地域現地時間） | WAKUWAKU JAPAN         | 専門チャンネル     | [ 注釈 1 ] |                   |
| 2018年9月29日 - 12月15日 | 土曜 23:00 - 23:30              | dTVチャンネル          | ストリーミング配信 | 日本国内   |                   |
| 2018年10月2日 - 12月18日 | 火曜 23:00 - 23:30              | テレビ神奈川           | 独立局             | 神奈川県   |                   |
| 2018年10月3日 - 12月19日 | 水曜 1:25 - 1:55                | 関西テレビ             | フジテレビ系列     | 近畿広域圏 | 初回は1:35 - 2:05 |
| 2018年12月 - 1月         |                                 | ホームドラマチャンネル | CSチャンネル       | 全国       |                   |
| 2019年7月6日 -           | 土曜 0:55 - 1:25                | RKB毎日放送            | TBS系列            | 福岡県     |                   |
| 2022年6月25日 -          | 土曜 23:30 - 翌0:00             | BS松竹東急             | BSデジタル放送     | 全国       |                   |

| BS松竹東急 土曜 23:30 - 翌0:00 | BS松竹東急 土曜 23:30 - 翌0:00      | BS松竹東急 土曜 23:30 - 翌0:00 |
| 前番組                         | 番組名                              | 次番組                         |
| ------------------------------ | ----------------------------------- | ------------------------------ |
| 初情事まであと1時間            | 今夜、勝手に抱きしめてもいいですか? | -                              |

#### 過去分配信
| 配信時期                 | 配信・更新時間 | 配信サービス            | 対象地域 | 備考                             |
| ------------------------ | -------------- | ----------------------- | -------- | -------------------------------- |
| 2018年9月29日 - 12月15日 | 土曜 23:30更新 | ひかりTV ビデオサービス | 日本     | 過去分配信                       |
| 2018年9月29日 - 12月15日 | 土曜 23:30更新 | dTV                     | 日本     | 過去分配信                       |
| 2020年4月22日            | 全話新規配信   | U-NEXT                  | 日本     | 有料見放題配信                   |
| 2018年9月29日 - 12月15日 | （現地時間）   | iQIYI                   | 中国     |                                  |
| 2018年9月29日 - 12月15日 | （現地時間）   | ChannelJ                | 韓国     |                                  |
| 2018年10月3日 - 12月19日 | 土曜 23:30更新 | TVer （終了）           | 日本     | 関西テレビでの放送の見逃し配信。 |